# Lâu đài ở Broniszów

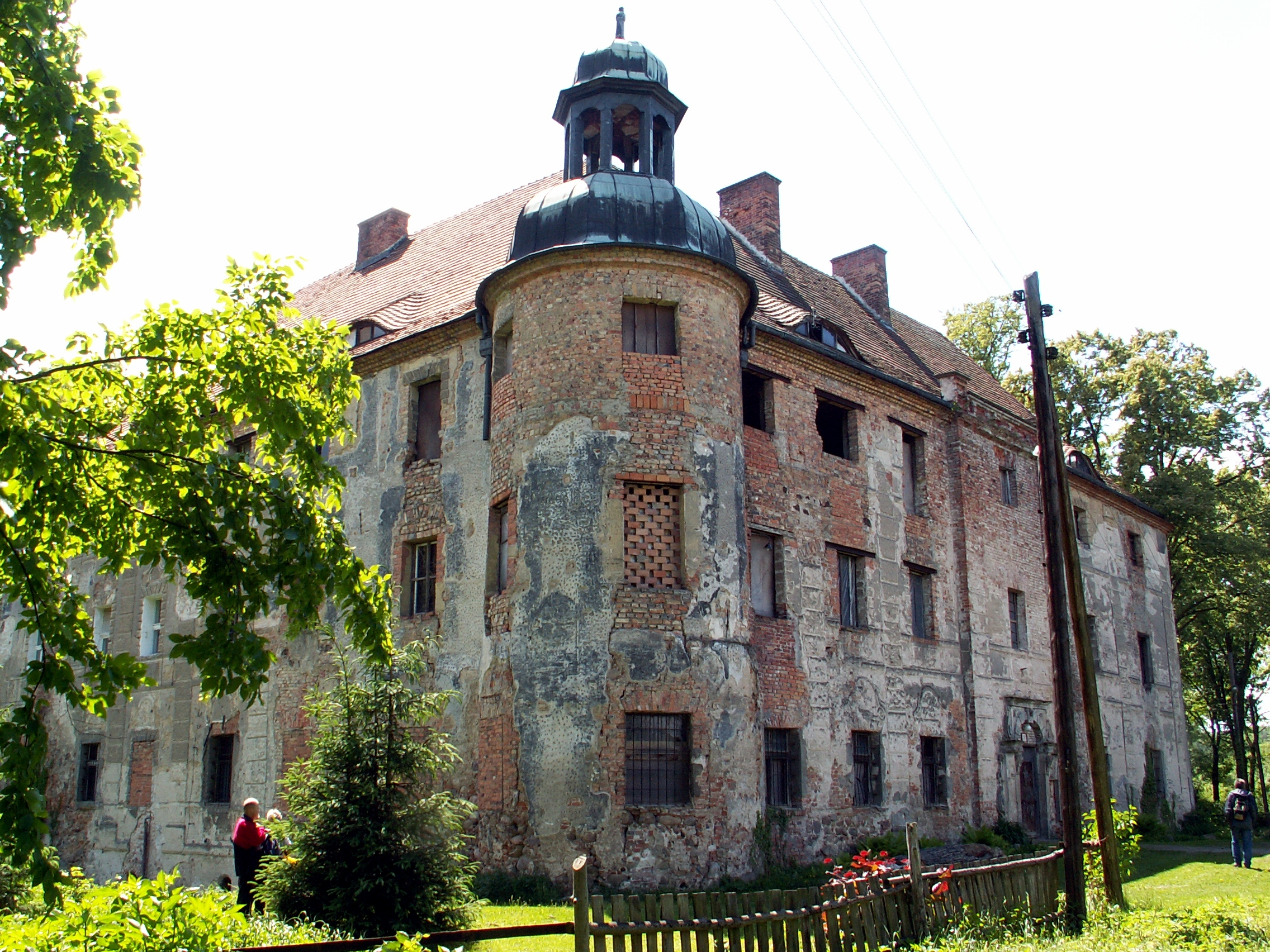
Lâu đài ở Broniszów (2006)

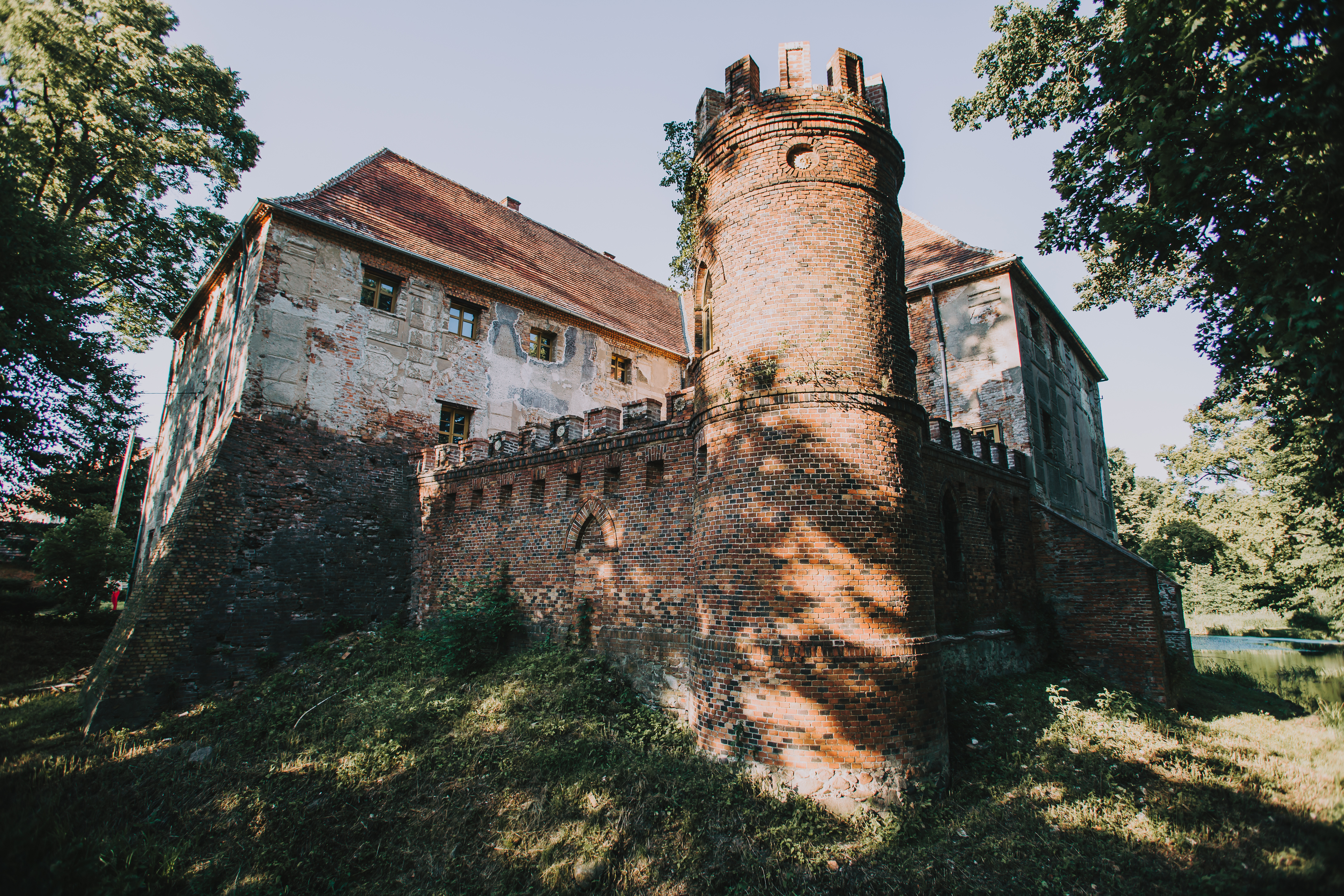
Nhìn từ tháp (2017)

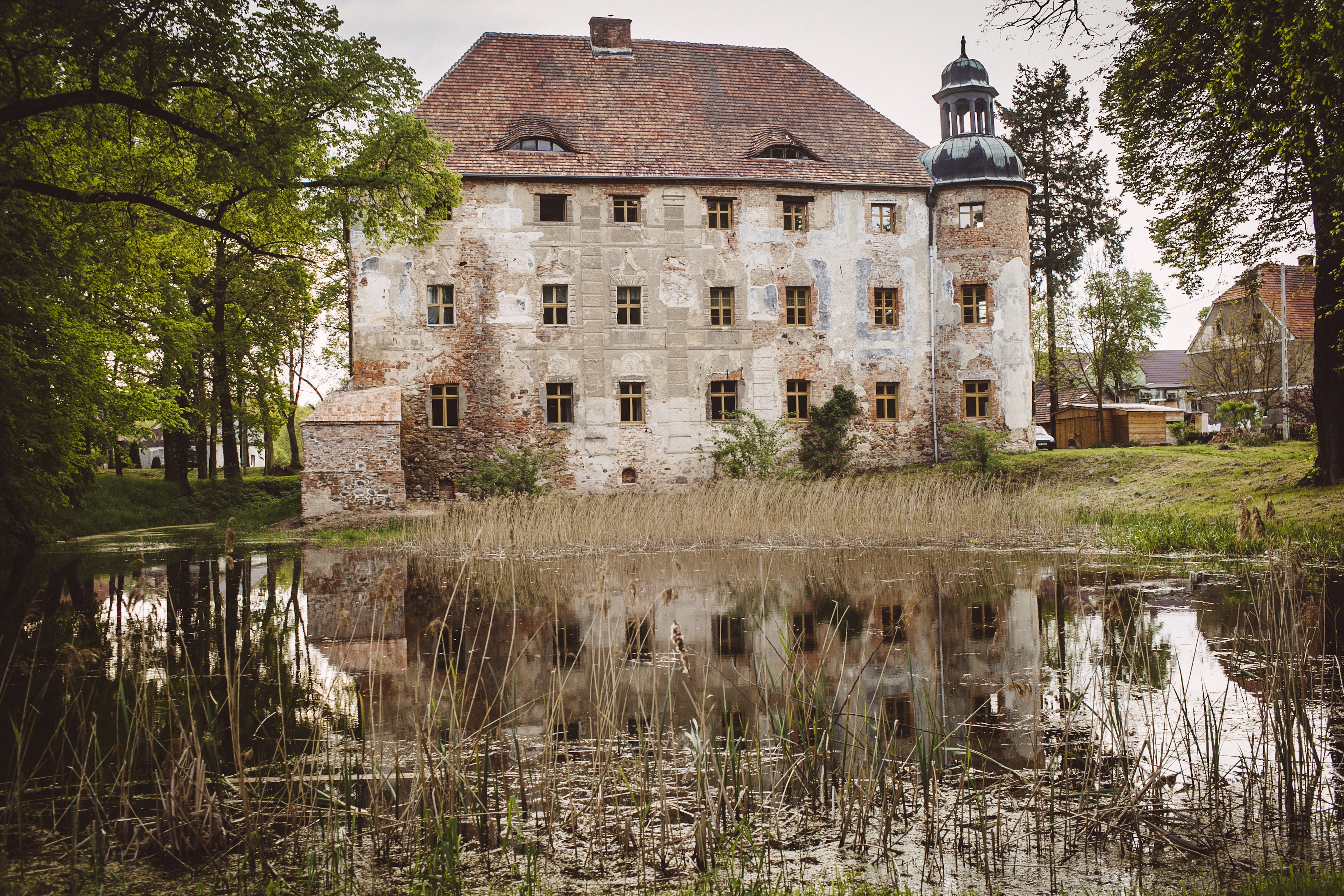
Nhìn từ ao (2017)

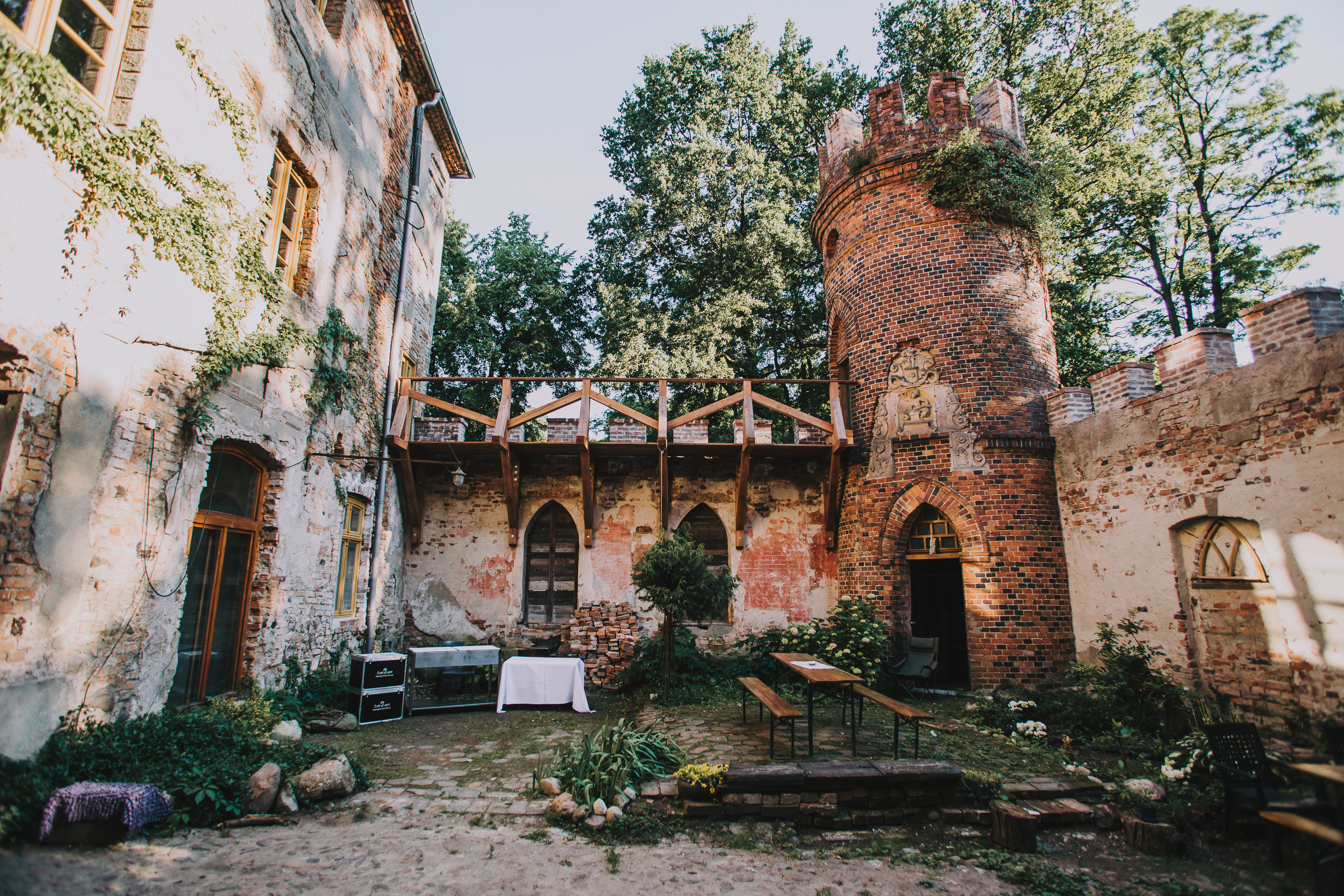
Trong sân lâu đài (2017)

Lâu đài ở Broniszów (tiếng Ba Lan: Zamek w Broniszowie) là một lâu đài lịch sử thời Trung cổ ở làng Broniszów, huyện Nowosolski, tỉnh Lubuskie, Ba Lan. Công trình kiến trúc này có tên trong danh sách di tích. Hiện nay, lâu đài mở cửa cho khách du lịch tham quan theo mùa từ giữa tháng 4 đến cuối tháng 9.

## Lịch sử
| Mốc lịch sử    | Mô tả |
| -------------- | --- |
| Thế kỷ 12      | Một lâu đài dành cho hiệp sĩ được xây dựng. |
| Trước năm 1606 | Lâu đài được mở rộng thành một dinh thự 3 tầng theo phong cách Phục hưng, nằm trên một mặt phẳng hình chữ L. |
| Thế kỷ 19      | Một bức tường gạch và một tháp quan sát theo phong cách tân Gothic được xây thêm vào công trình kiến trúc này. Toàn bộ lâu đài được bao quanh bởi một con hào (nối với một ao nước). Gia đình quý tộc Tschamer und Quaritz trở thành chủ sở hữu của lâu đài vào năm 1839. |
| Sau năm 1945   | Một nông trường nhà nước của địa phương quản lý lâu đài. |
| 1986-2009      | Hội thảo Nhiếp ảnh Quốc gia được tổ chức tại Lâu đài ở Broniszów. |
| Năm 2010       | Lâu đài thuộc sở hữu tư nhân. Chủ nhân lâu đài đã tiến hành tái thiết và trùng tu các công trình kiến trúc trong lâu đài. Sau quá trình tái thiết, lâu đài mở cửa cho khách du lịch tham quan theo mùa từ giữa tháng 4 đến cuối tháng 9.                                  |